# 阿帕內卡山脈

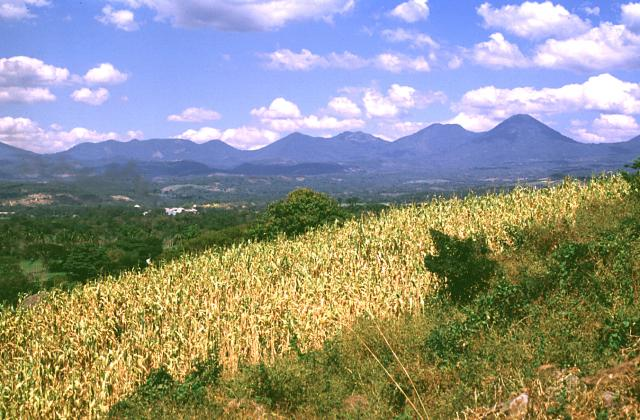

13°55′00″N 89°43′00″W / 13.9166667°N 89.7166667°W
阿帕內卡山脈（西班牙語：Cordillera de Apaneca），是薩爾瓦多的山脈，位於該國西部，最高點是海拔高度2,381米的聖安娜火山，山體由安山岩、流紋岩和英安岩形成，其他火山有伊萨尔科火山。